# Dinéault
Dinéault dineɔl- pronuncia francese] è un comune francese del dipartimento del Finistère, nella regione della Bretagne.

## Geografia fisica

### Posizione
Dinéault è situata qualche chilometro a nord-ovest di Châteaulin. Il borgo di Dinéault, in bretone Dineol, si posiziona nei meandri dell'Aulne ed è protetto da uno dei monti della Bretagna: il Ménez-Hom (330 m) la cui maggior vetta si trova nella parte occidentale del confine comunale.

### Ecologia
Dinéault fa parte del parc naturel régional d'Armorique.

## Società

### Evoluzione demografica
Abitanti censiti